# La Couronne (1768)
La Couronne, successivamente ridenominata Ça Ira dopo la rivoluzione francese, era un vascello di linea da 80 cannoni della marine royale. Fu nave ammiraglia flotta francese alla battaglia di Martinica nel 1780. Partecipò alla battaglia di Ouessant (1778) e poi alla battaglia delle Saintes (9-12 aprile 1782). Durante le guerre rivoluzionarie francesi prese parte alla battaglia di Capo Noli nel 1795 dove fu catturata da capitano inglese Horatio Nelson. Incorporata nella Royal Navy come preda di guerra, a causa dei gravissimi danni riportati in combattimento venne declassata a nave ospedale andando persa per incendio il 12 aprile 1796.

## Storia

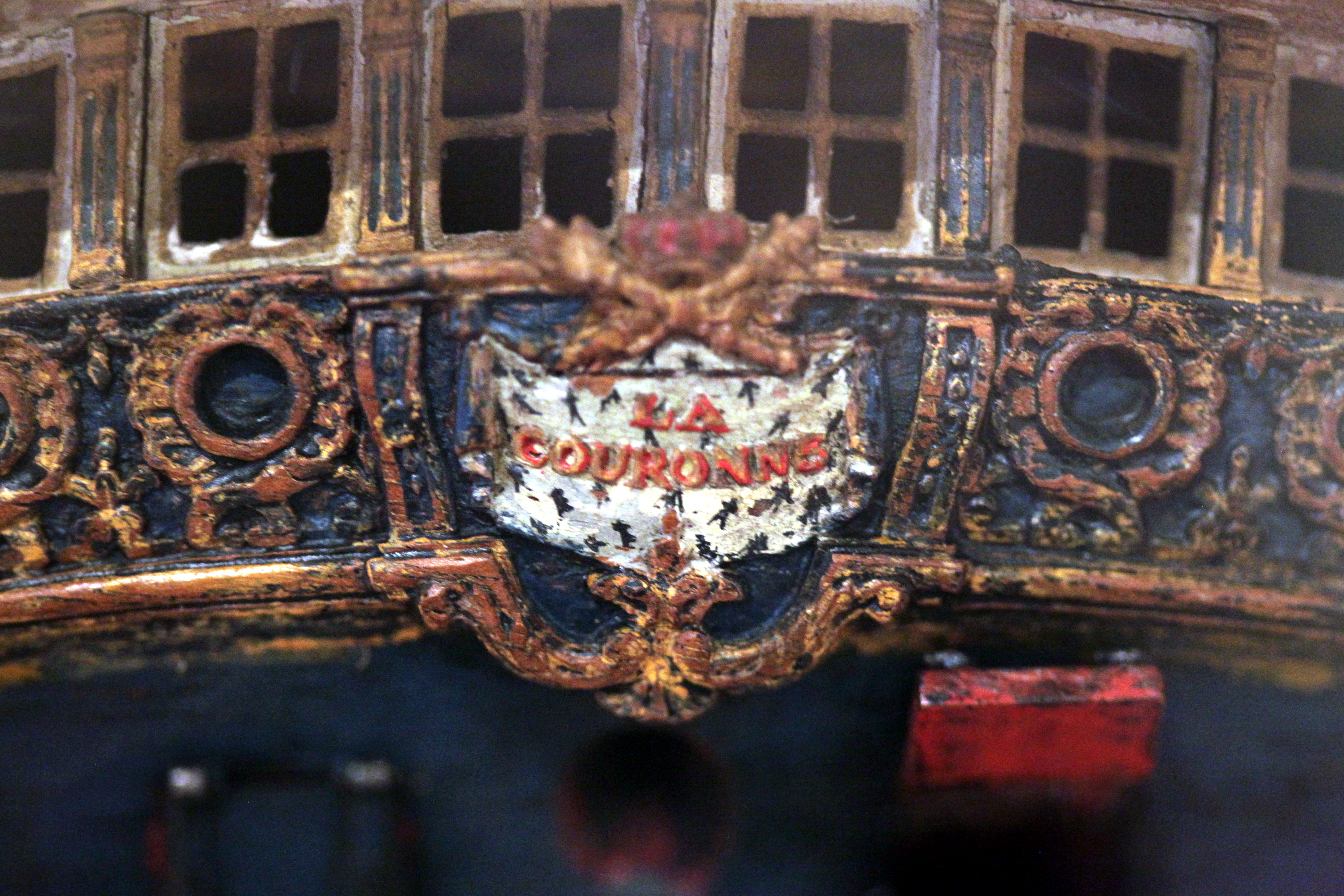
Il nome La Couronne posto a poppa.

Nel 1766 il ministro della marina Étienne François de Choiseul diede inizio a un piano di potenziamento della marine royale al fine di contrastare efficacemente la potenza navale della Gran Bretagna. L'incarico per la costruzione di un nuovo vascello presso l'arsenale navale di Brest fu affidato all'ingegnere capo progettista Antoine Groignard. Per realizzare la nuova nave furono necessarie duemilacinquecento querce per un totale di 300.000 piedi cubi di legname di eccellente qualità e ben stagionato. 
Il nuovo vascello fu varato con il nome di La Couronne nel maggio 1768, e alle prove in mare si dimostrò subito dotato di eccellenti qualità nautiche, veloce e molto manovriero. Nel 1777 fu sottoposto a Brest ad un ammodernamento che interesso il 70% del vascello. Appena completati i lavori la situazione con la Gran Bretagna precipitò e portò i due paesi alla guerra. Nel luglio 1778 vi fu un primo scontro tra alcune fregate nel canale della Manica, cui seguì alcune settimane dopo la battaglia di Ouessant che vide contrapposte la squadra navale dell'ammiraglio inglese Augustus Keppel e quella francese del conte d'Orvilliers, forte di 30 vascelli di linea, tra cui il La Couronne e 16 fregate.
Successivamente alzò la sua insegna sul La Couronne l'ammiraglio Luc Urbain de Bouëxic, conte de Guichen che salpò per le Indie Occidentali alla testa di 21 navi. Il 16 aprile 1780, mentre incrociava nei pressi di Santo Domingo, la squadra francese impegnò combattimento contro quella inglese del contrammiraglio George Brydges Rodney, forte di 21 navi. La battaglia terminò con una vittoria tattica degli inglesi, che catturarono cinque navi nemiche, ma la flotta inglese non fu più in grado di arrecare danni alle colonie francesi.

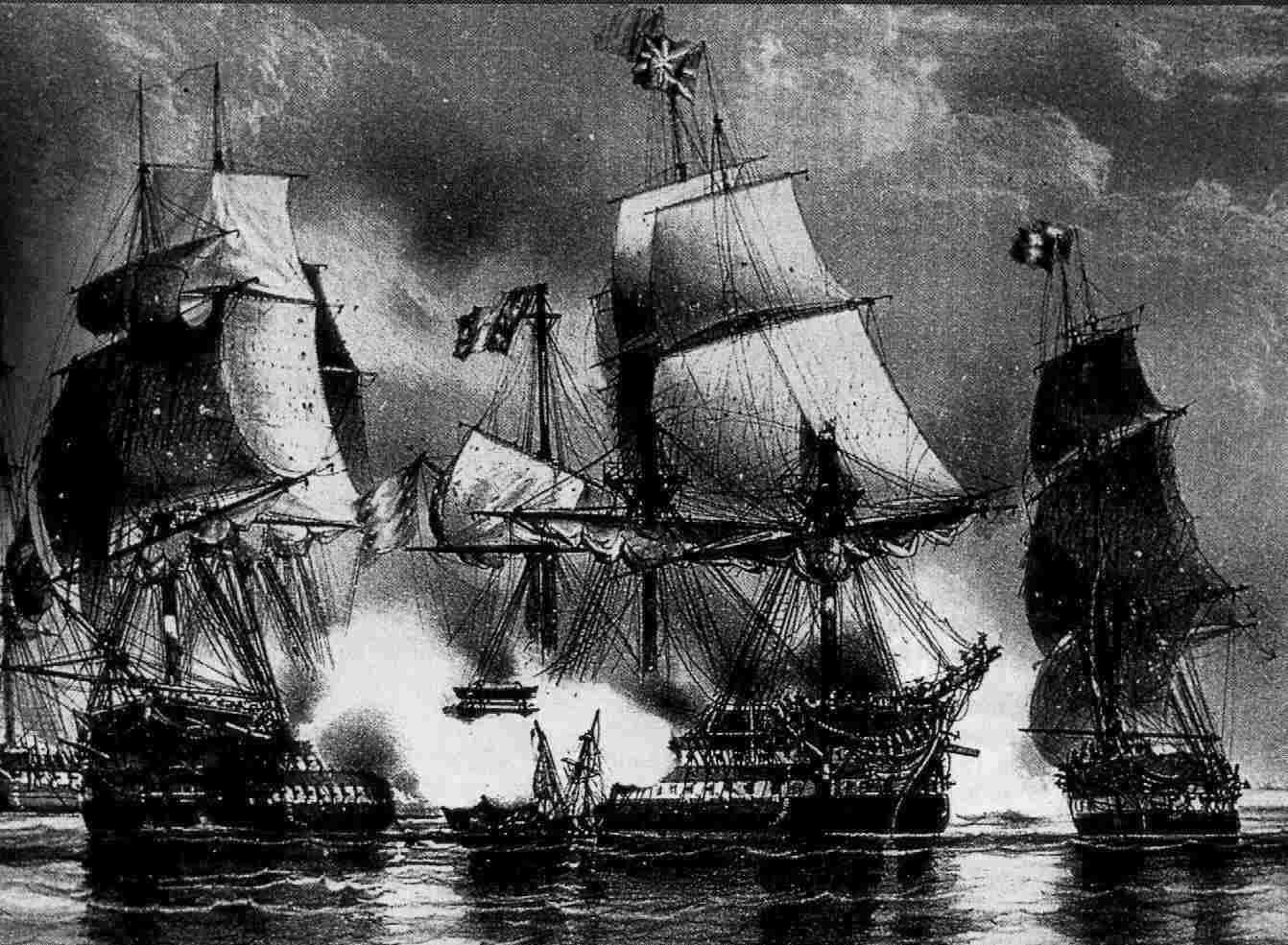
La nave francese Ça Ira mentre combatte nei pressi di capo Noli.

Rimasto danneggiato nel combattimento il La Couronne rientrò a Brest dove nell'aprile 1781 fu sottoposto a lavori di riparazione, durante i quali fu gravemente danneggiato da un incendio. name L'ordine per la ricostruzione della nave arrivò nel mese di giugno, e nel mese di agosto lo scafo era già pronto per ricevere la copertura in rame riprendendo il mare il 18 settembre, ricostruita in soli tre mesi di lavori.
L'8 aprile 1782 partì al seguito della flotta dell'ammiraglio François Joseph Paul de Grasse da Saint Pierre, nella Martinica. La squadra navale comprendeva 35 vascelli di linea, sei tra fregate e corvette, che dovevano scortare un corpo di spedizione alla conquista dell'isola della Giamaica. Sopravvissuto alla battaglia delle Saintes (9-12 aprile 1782), in cui fu al comando del capitano di vascello Mithon de Genouilly, il La Couronne rientrò in Europa, e logorato da due anni di attività nell'Oceano Atlantico poi fu assegnato alla flotta del Mediterraneo di stanza a Tolone. Nel 1784 vennero eseguiti importanti lavori di riparazioni che comportarono una completa ricostruzione.

La nave francese Ça Ira mentre combatte con il vascello inglese Agamemnon nei pressi di capo Noli.

Dopo lo scoppio della rivoluzione francese del 1792, e l'avvento della repubblica, il vascello fu ridenominato Ça Ira, con riferimento al canto rivoluzionario Ah! ça ira. Nel 1794 entrò a far parte della squadra navale del contrammiraglio Pierre Martin che fu incaricata di portare aiuto alle rivolte contro gli inglesi scoppiate in Corsica. Forte di 18 navi la squadra francese salpò da Tolone, e all'alba del 13 marzo impegnò combattimento vicino a Capo Noli con la squadra navale inglese dell'ammiraglio William Hotham. Durante le concitate fasi della battaglia il Ça Ira, al comando del capitano Louis-Marie Coudé, urtò violentemente la prua del vascello Victoire con gli alberi delle due navi che si impigliarono in un disastroso groviglio di sartiame che provocò la caduta degli alberi di parrocchetto e di quello di gabbia del Ça Ira. La fregata inglese Incostant, al comando di Thomas Fremantle ne approfittò per scaricare una bordata contro il vascello francese che provocò una strage tra i membri dell'equipaggio del Ça Ira intenti a tagliare le manovre degli alberi abbattuti. La scafo del vascello francese sbandò di molto, tanto che gli artiglieri non poterono più aprire i portelli dei cannoni della fiancata, mentre quelli dell'altro lato finirono per puntare troppo in alto. Il comandante della  Incostant ne approfittò per scaricare un'altra bordata contro il vascello francese che a sua volta rispose centrando l'Incostant  e provocandogli, insieme al tiro alla fregata Vestale da poco sopraggiunta, una falla sotto la linea di galleggiamento. Poco dopo arrivò sulla scena il vascello inglese da 64 cannoni Agamemnon al comando di Horatio Nelson che con una precisa manovra si pose a poppa della nave francese.  Con un preciso tiro in successione effettuato con le carronate del castello di prua l'Agamemnon distrusse, bordata su bordata, il giardinetto del Ça Ira nonostante quest'ultimo rispondesse con i propri cannoni di poppa, ma il suo tiro si rivelò sempre alto, in quanto i pezzi utilizzavano speciali proiettili riempiti di liquido incendiario nel tentativo di incendiare l'alberatura della nave nemica. Dopo due ore e mezza di combattimento il Ça Ira era ridotto a uno scafo galleggiante, con gli alberi spezzati, vele e sartiame strappati e parte del castello di poppa demolito. Il sopraggiungere dell'imponente nave ammiraglia francese, il vascello da 120 cannoni Sans Coulotte , seguito dal resto della flotta, impedirono a Nelson di catturare il Ça Ira. All'alba del 14 marzo il  Ça Ira era a rimorchio del vascello Censeur, anch'esso molto danneggiato, con le due navi che stavano arrancando distanziate dal resto della squadra di Martin. Il vascello Agamemnon si avvicinò alle due navi francesi iniziando a cannoneggiarle, mentre esse si difendevano come potevano. Dopo essere stato raggiunto dai vascelli Illustrious e  Courageux e da quattro fregate, Nelson costrinse alla resa in Censeur, che aveva a bordo 350 morti, e il Ça Ira che ne aveva 300.
Ridotto a un pontone galleggiante il Ça Ira fu trainato in Corsica, presso la baia di San Fiorenzo, dove venne smontata gran parte dell'artiglieria e vennero liberati i relativi ponti al fine di utilizzare il vascello come nave ospedale. Il 12 aprile 1796 il vascello prese fuoco, con l'incendio che partito dai ponti inferiori divampò subito incontrollato da prua a poppa e nel giro di 20 minuti le fiamme divennero altissime. Tagliato il cavo dell'ancora il Ça Ira fu preso a rimorchio dalle scialuppe e trainato verso la riva, mentre l'equipaggio di quasi 600 persone riusciva a mettersi in salvo, con la perdita di soli quattro marinai. Il Ça Ira affondò in circa mezz'ora a mezzo miglio dalla costa. Il 27 maggio il suo comandante, Charles Dudley Pater, fu sottoposto a corte marziale sul vascello Victory ma scagionato da ogni accusa relativa alla perdita della propria nave.
Nel 1988 è stata scoperta una mappa del XIX secolo, che indicava la posizione del relitto, effettivamente scoperto l'anno successivo e poi indagato. Dal 1990 al 1995 il relitto del Ça Ira è stato soggetto ad una indagine archeologica sottomarina intrapresa da Tech Sub , un'organizzazione senza scopo di lucro.

### Annotazioni
1. ↑  Sul diario di bordo Rodney scrisse: la bandiera britannica non è stata adeguatamente difesa e sostenuta cercando di addossare la colpa sui propri comandanti di nave, i quali a loro volta definirono con disprezzo il loro ammiraglio come: un vecchio imbecille gottoso....

### Fonti
1. 1 2 3 4 5 6 7  Ghisotti, Faggioli 2007, p. 50.
2. 1 2  Ghisotti, Faggioli 2007, p. 52.
3. 1 2 3 4 5 6 7  Ghisotti, Faggioli 2007, p. 53.
4. ↑  Ghisotti, Faggioli 2007, p. 54.
5. ↑  James 1886, p. 257.
6. 1 2 3 4 5  Ghisotti, Faggioli 2007, p. 55.
7. 1 2 3 4  Ghisotti, Faggioli 2007, p. 56.
8. 1 2 3 4 5 6  Ghisotti, Faggioli 2007, p. 57.